# The Detour
The Detour ist eine US-amerikanische Comedy-Serie, die von 2016 bis 2019 vom US-Kabelsender TBS ausgestrahlt wurde. Produziert wurde die erste Staffel der Serie von TBS Productions, ab der zweiten Staffel wird diese unter anderem von Randy & Pam’s Quality Entertainment und Jax Media produziert. In der Serie geht es um einen Road Trip der Familie Parker. Die deutschsprachige Erstausstrahlung war am 3. Juni 2016 auf dem Pay-TV-Sender TNT Comedy zu sehen.

## Handlung
Die Serie dreht sich um die Familie Parker, den Familienvater Nate Parker, Jr., seine Frau Robin Randall und ihren Kindern, Delilah und Jared, die eigentlich nur einen schönen Strandurlaub in Florida verbringen wollten, sich jedoch auf einem Road Trip von ihrem Zuhause in Syracuse, New York nach Florida wiederfinden. Ihre Reise wird dabei immer wieder von Autopannen, Strafverfolgungsbehörden, unvorhergesehene medizinische Pannen und sich einmischenden Einheimischen unterbrochen. Darüber hinaus wird bekannt, dass Nate auf Grund von beruflichen Schwierigkeiten auf der Flucht vor dem Gesetz ist und deshalb Hintergedanken für die Reise nach Florida hat, wovon die restliche Familie aber nichts ahnt. Zusätzlich werden die Ereignisse durch diverse Rückblenden sowie einer Rahmenhandlung – in Form eines Verhörs an dem mehrere Strafverfolgungsbehörden beteiligt sind und diverse, nicht näher beschriebene Straftaten aufzuklären versuchen – beleuchtet.

## Besetzung und Synchronisation
Die Synchronisation der Serie wird bei der Lavendelfilm in Potsdam nach Dialogbüchern von Florian Köhler unter der Dialogregie von Mike Betz und Michael Wiesner erstellt.
| Rolle                | Schauspieler           | Episoden        | Dt. Synchronsprecher |
| Hauptrollen          | Hauptrollen            | Hauptrollen     | Hauptrollen          |
| -------------------- | ---------------------- | --------------- | -------------------- |
| Nate Parker Jr.      | Jason Jones            | 1.01–4.10       | Peter Flechtner      |
| Robin Randall        | Natalie Zea            | 1.01–4.10       | Susanne Geier        |
| Delilah Parker       | Ashley Gerasimovich    | 1.01–4.10       | Clara Drews          |
| Jared (Jareb) Parker | Liam Carroll           | 1.01–4.10       | Heinrich Poloni      |
| Vanessa Randall      | Daniella Pineda        | 1.01–4.10       | Jill Schulz          |
| Nebenrollen          |                        |                 |                      |
| Bundesagentin Mary   | Mary Grill             | 1.01–1.10, 2.05 | Eva Thärichen        |
| USPIS Agent Edie     | Laura Benanti          | 2.02–4.10       |                      |
| USPIS Agent Carl     | Mamoudou Athie         | 2.02–4.10       | Rainer Fritzsche     |
| Jack „J.R.“ Randall  | James Cromwell         | 2.01–4.10       | Rainer Gerlach       |
| Gene                 | Phil Reeves            | 1.01–1.10, 2.05 | Kaspar Eichel        |
| Carlos Camacho       | Jeffrey Vincent Parise | 2.01–2.06       |                      |

## Produktion
Im Oktober 2014 bestellte TBS zunächst den Piloten von The Detour, geschrieben von Jason Jones und Samantha Bee, welcher durch wahre Erlebnisse der beiden Produzenten inspiriert werden sollte.
Im Februar 2015 wurde eine erste Staffel mit 10 Episoden bestellt.
Am 6. April 2016 wurde, noch vor der Erstausstrahlung der ersten Staffel, eine zweite Staffel mit 12 Episoden bestellt.
Im April 2017 wurde von TBS, im Anschluss an das Staffelfinale der zweiten Staffel, eine dritte Staffel bestellt, welche im Jahr 2018 ausgestrahlt wurde.
Nach vier Staffeln wurde die Serie im Jahr 2019 eingestellt.

## Ausstrahlung

### Staffelübersicht
| Staffel | Episodenanzahl | Erstausstrahlung USA | Erstausstrahlung USA | Deutschsprachige Erstausstrahlung | Deutschsprachige Erstausstrahlung |
| Staffel | Episodenanzahl | Staffelpremiere      | Staffelfinale        | Staffelpremiere                   | Staffelfinale                     |
| ------- | -------------- | -------------------- | -------------------- | --------------------------------- | --------------------------------- |
| 1       | 10             | 11. April 2016       | 30. Mai 2016         | 3. Juni 2016                      | 29. Juli 2016                     |
| 2       | 12             | 21. Februar 2017     | 25. April 2017       | 23. März 2017                     | 1. Juni 2017                      |
| 3       | 10             | 23. Januar 2018      | 27. März 2018        | 30. März 2018                     | 27. April 2018                    |
| 4       | 10             | 18. Juni 2019        | 20. August 2019      | 24. August 2019                   | 25. August 2019                   |

### Vereinigte Staaten
Vom 11. April bis 30. Mai 2016 wurde die erste Staffel von TBS ausgestrahlt.
Die zweite Staffel wurde vom 21. Februar bis zum 25. April 2017 ausgestrahlt. Die dritte Staffel wurde vom 23. Januar 2018 bis zum 27. März 2018 ausgestrahlt. Am 18. Juni 2019 fand die Erstausstrahlung der vierten Staffel statt.

### Deutschland
In Deutschland wird die Serie vom Pay-TV-Sender TNT Comedy ausgestrahlt, welcher ebenfalls zum TBS-Konzern gehört.
Die erste Staffel feierte ihre Premiere am 3. Juni 2016. Das Staffelfinale wurde am 29. Juli 2016 ausgestrahlt.
Vom 23. März bis zum 1. Juni 2017 wurde die zweite Staffel ausgestrahlt.
Die Serie ist außerdem über Amazon, iTunes, Google Play und Sky Go abrufbar.

### Weitere Länder
In Kanada wurde die Serie seit dem 21. April 2016 auf dem Fernsehsender The Comedy Network ausgestrahlt.
In Lateinamerika wurde die Serie seit dem 9. Juni 2016 auf TBS Latin America ausgestrahlt.
In Indien wurde The Detour seit dem 29. Oktober 2016 auf Comedy Central India ausgestrahlt.